# NGC 2676
NGC 2676 este o astronomical radio source⁠(d) situată în constelația Ursa Mare. A fost descoperită în 24 noiembrie 1886 de către Lewis A. Swift. Se află la o distanță de 122,9 de megaparseci de Pământ.